# Tajemnica trzynastego wagonu
Tajemnica trzynastego wagonu – telewizyjna komedia sensacyjna z 1993 roku.

## Opis fabuły
Walentin wyrusza z ciotką Tanią w podróż pociągiem ekspresowym do Moskwy. Po drodze do pociągu zostaje dołączony wagon towarowy nr 13. Okazuje się, że w owym wagonie przewożone są drogocenne ikony. Przejęciem ładunku zainteresowana jest grupa przestępców podróżująca tym samym pociągiem.

## Obsada
- Dominique Horwitz - Walentin
- Penelope Keith - Tania, ciotka Walentina
- Edward Żentara - Bigioli
- Andréa Ferréol - Chloe Granval
- Władysław Komar - Aleksander Galinimow
- Bernard Hanaoka - Tanaka
- Jean-Pierre Cassel - Charles de Malasset
- Dariusz Odija - stary skaut
- Andrzej Grąziewicz - szef rosyjskiej policji
- Michał Banach - pasażer
- Anna Waszczyk - skautka
- Ferdynand Matysik - zawiadowca stacji w Polsce
- Adam Warchoł - zawiadowca na stacji
- Jan Pyjor - zabity konduktor
- Wojciech Siemion - Wiktor
- Mirosław Kowalczyk - kelner w wagonie restauracyjnym
- Grażyna Trela - Natalia